# Saint-Denis, Aude
Saint-Denis là một xã của Pháp, nằm ở tỉnh Aude trong vùng Occitanie. Người dân địa phương trong tiếng Pháp gọi là Saint-Dionisiens.
Xã này thuộc vùng đô thị Carcassonne bên sông Rougeanne, gần khu vực hợp lưu với sông Dure

## Hành chính
| Danh sách các xã trưởng                |           |                    |      |         |
| Giai đoạn                              | Giai đoạn | Tên                | Đảng | Tư cách |
| Avril 2008                             | 2014      | Raymond Sentenac   |      |         |
| 2001                                   | 2008      | Jean-Pierre Costis |      |         |
| Tất cả các dữ liệu trước đây không rõ. |           |                    |      |         |

## Thông tin nhân khẩu
| Năm | 1962 | 1968 | 1975 | 1982 | 1990 | 1999 |
| --- | ---- | ---- | ---- | ---- | ---- | ---- |
| Dân số | 245  | 292  | 276  | 277  | 313  | 389  |
| From the year 1968 on: No double counting—residents of multiple communes (e.g. students and military personnel) are counted only once. |      |      |      |      |      |      |